# 駐サウジアラビア王国台北経済文化代表処
駐サウジアラビア王国台北経済文化代表処（ちゅうサウジアラビアおうこくタイペイけいざいぶんかだいひょうしょ、繁体字中国語: 駐沙烏地阿拉伯王國台北經濟文化代表處、アラビア語: مكتب الممثل الإقتصادي والثقافي لتايبيه في المملكة العربية السعودية、英語: Taipei Economic and Cultural Representative Office in the Kingdom of Saudi Arabia、英略称: TECRO-KSA）は、正式な外交関係がないサウジアラビアにおける中華民国（台湾）の利益を代表しており、事実上の大使館として機能している。加えて、アフガニスタン、エチオピア、カタール、ジブチ、スーダン及びパキスタンも管轄している。
かつてはジッダに駐サウジアラビア王国台北経済文化代表処ジッダ分処（繁体字中国語: 駐沙烏地阿拉伯王國台北經濟文化代表處吉達分處、英語: Taipei Economic and Cultural Representative, Office in the Kingdom of Saudi Arabia, Jeddah Office）が設置されていたが、外交予算や外交人員を最適化するため2017年に閉鎖された。

## 歴史
1990年まで、台湾は中華民国としてサウジアラビアと外交関係を持っており、リヤドの在サウジアラビア王国中華民国大使館（繁体字中国語: 中華民國駐沙烏地阿拉伯王國大使館、アラビア語: سفارة جمهورية الصين في المملكة العربية السعودية、英語: Embassy of the Republic of China in Saudi Arabia）が代表していた。また、ジッダには在ジッダ中華民国総領事館（繁体字中国語: 中華民國駐吉達總領事館、英語: Consulate-General of the Republic of China in Jeddah）が置かれていた。しかし、その年にサウジアラビアは中華人民共和国を主権国家として承認し、これにより中華人民共和国のみが中国を代表する主権国家として認められ、独立国中華民国としての台湾の地位は否定されることになった。
経済文化代表処のカウンターパートは、台北にあるサウジアラビア商務弁事処である。外交関係の断絶から6ヶ月後に機密覚書が署名された後、両事務所は1991年に設立された。

## 住所

### 所在地
| 日本語       | リヤド市ディプロマティック・クォーター（外交区） |
| 中国語繁体字 | 利雅德市外交區                                   |
| アラビア語   | حي السفارات، الرياض                              |
| 英語         | Diplomatic Quarter, Riyadh                       |

### 私書箱
| 日本語       | 〒11693 リヤド市私書箱94393                     |
| 中国語繁体字 | 郵遞區號11693：利雅德市郵政信箱94393            |
| アラビア語   | ص ب 94393 الرياض 11693 / ص ب ٩٤٣٩٣ الرياض ١١٦٩٣ |
| 英語         | P.O. Box 94393, Riyadh 11693                    |